# دتلف کیرش‌هوف
دتلف کیرش‌هوف (آلمانی: Detlef Kirchhoff؛ زادهٔ ۲۱ مهٔ ۱۹۶۷) قایقران روئینگ اهل آلمان است.